# کرشفت
کَرشِفت یا کرشفت مرغ، نام یک پرنده اسطوره ای در اساطیر ایران است. کرشفت در بندهش مرغی معرفی شده است که سخن گفتن می‌داند. بر اساس این روایت، کرشفت پرنده‌ای بود که دین به ورجم کرد بُرد و آیین مزدیسنی را در آنجا رواج بخشید تا اوستا را به زبان مرغ بخوانند.
بنا به این روایت، کرشفت همتای سیمرغ، سرور همهٔ مرغان است. از کرشفت در فرگرد (فصل) دوم وندیداد، فقره ۴۲، با نام کرشیپتر یاد شده و نمودهای آن کمابیش همانند آله یا عقاب معرفی شده است.

## ریشه‌شناسی
کرشفت در مفهوم اوستایی واژه کرشیپتر به معنای «سیاه‌بال» است. آن‌هم از -karši به معنی سیاه و ptar- به معنای بال گرفته شده است.